# Fluorek ameryku(III)
Fluorek ameryku(III), AmF
3 – nieorganiczny związek chemiczny, z grupy fluorków, sól kwasu fluorowodorowego i ameryku na III stopniu utlenienia.

## Otrzymywanie
Bezwodny AmF
3 można otrzymać przez dwugodzinne prażenie Am(OH)
3 w 600–750 °C w atmosferze HF–O
2 1:1:
Am(OH)
3 + 3HF  →  AmF
3 + 3H
2O↑

## Właściwości
Jest ciałem stałym, jego temperatura topnienia wynosi 1393 °C. Nie rozpuszcza się w wodzie. Tworzy różowe heksagonalne kryształy, izostrukturalne z fluorkiem lantanu(III) LaF
3.